# Sablé du sainfoin
Polyommatus damon
Espèce
Le Sablé du sainfoin (Polyommatus  damon) est une espèce d'insectes lépidoptères (papillons) de la famille des Lycaenidae, de la sous-famille des Polyommatinae et du genre Polyommatus.

## Dénominations
Polyommatus damon Johann Nepomuk Cosmas Michael Denis et Ignaz Schiffermüller en 1775.
Synonyme : Agrodiatus damon.

### Noms vernaculaires
Le Sablé du sainfoin se nomme en anglais Damon Blue, en allemand Weißdolch-Bläuling et en espagnol Azul Cintada.

### Sous-espèces

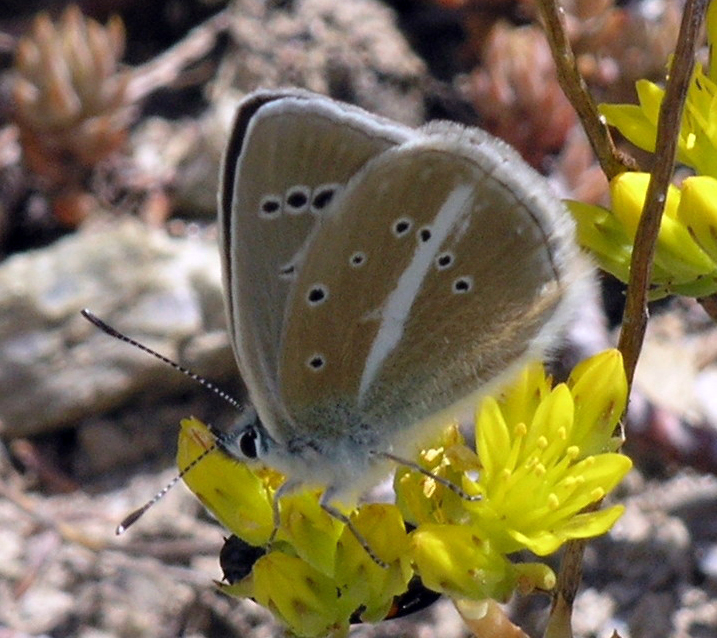
Sablé du sainfouin

- Polyommatus damon damon dans le sud et le centre de l'Europe.
- Polyommatus damon kotshubeji (Sovinsky, 1915) en Transcaucasie.
- Polyommatus damon merzbacheri (Courvoisier, 1913)
- Polyommatus damon mongolensis (Koçak, 1980) dans le sud de la Sibérie et en Mongolie.
- Polyommatus damon noguerae (De Sagarra, 1924) en Espagne.
- Polyommatus damon zhicharevi (Sovinsky, 1915) dans le sud-est de l'Europe et le nord du Caucase[1].

## Description
C'est un très petit papillon qui présente un dimorphisme sexuel, le dessus du mâle est bleu à large bordure grise et nervures saillantes celui de la femelle est marron, les deux possèdent une frange blanche.
Le revers est ocre marqué d'une ligne de points noirs cerclés de blanc et une ligne blanche coupe l'aile postérieure.

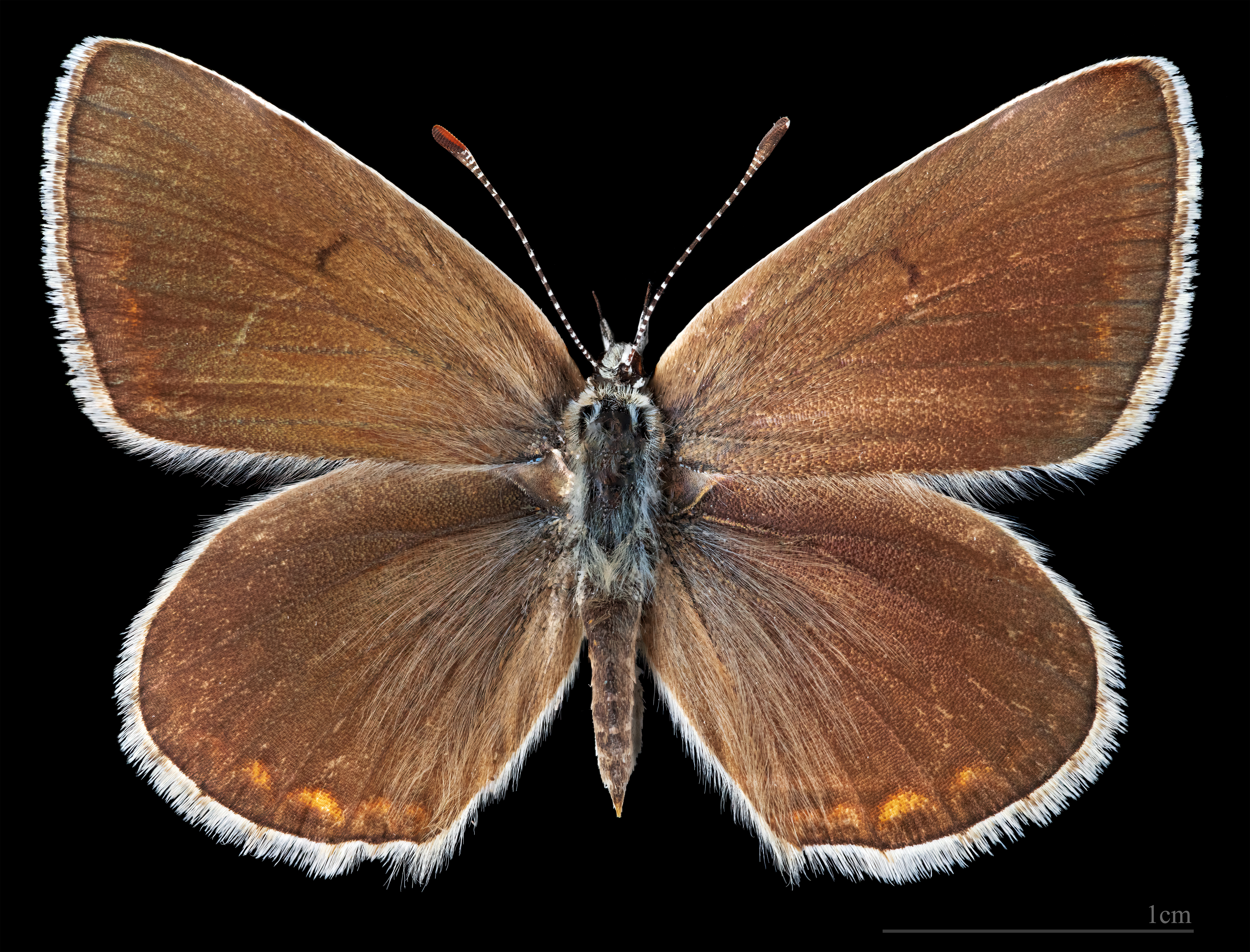
Polyommatus d. damone  ♀
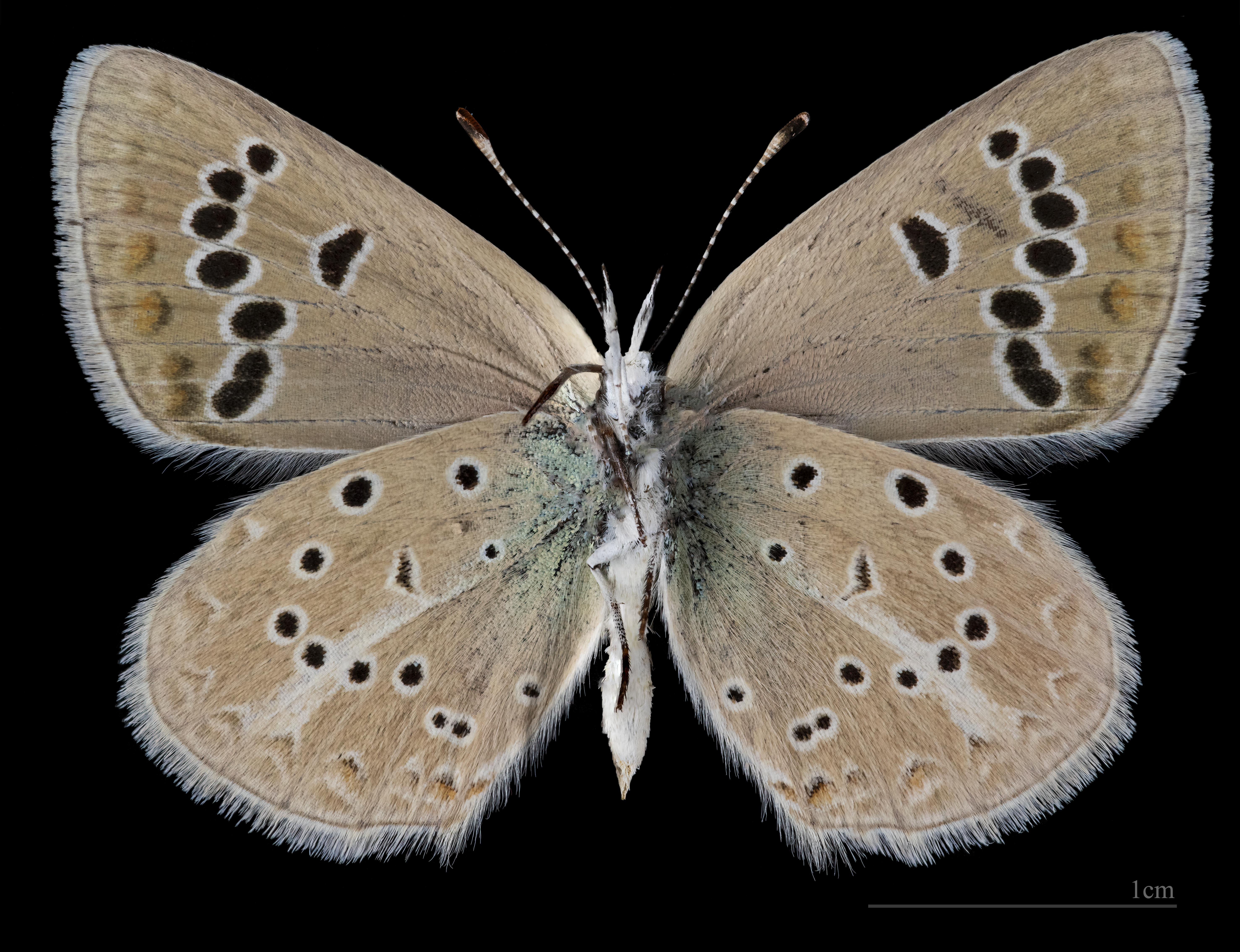
Polyommatus d. damone  ♀ △

### Espèce proche
Plusieurs Polyommatinae ont, dans la même aire de répartition, des femelles très semblables.

## Biologie

### Période de vol et hivernation
Il hiverne au stade de jeune chenille qui sont soignées par des fourmis, Lasius niger, Lasius alienus et Formica pratensis.
Il vole en une génération, en juillet-août.

### Plantes hôtes
Ses plantes hôtes sont des Onobrychis : Onobrychis montana, Onobrychis alba, Onobrychis arenaria,.

## Écologie et distribution

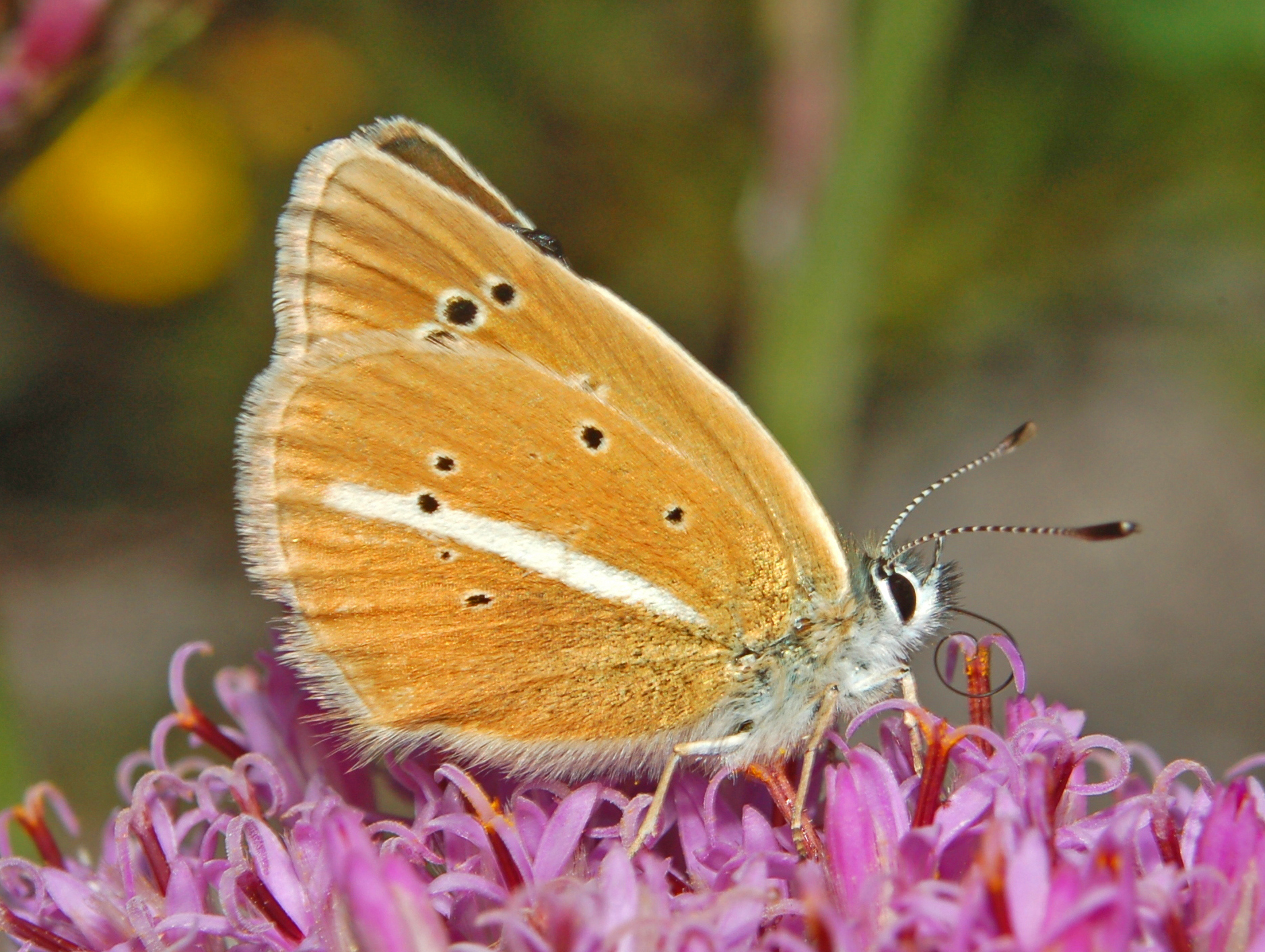
Polyommatus damon. Femelle, face inférieure

Il est présent en colonies isolées dans le sud et le centre de l'Europe en Espagne, France, Italie, Suisse, Allemagne, Hongrie, Pologne, Slovaquie, sur la côte Adriatique puis aux mêmes latitudes dans toute l'Asie, en Sibérie, Mongolie et jusqu'à l'Altaï,.
Très abondant dans les Alpes françaises, également présent dans les Pyrénées, le Massif central, le Jura.

### Biotope
Son habitat est constitué de lieux broussailleux secs ou de bois clairs.

### Protection
Pas de statut de protection particulier.
Espèce classée en danger critique d'extinction en Aquitaine.